# Vixen (serie web)
Vixen es una serie animada creada por Marc Guggenheim, basada en la historia del personaje de DC Comics Mari Jiwe McCabe/Vixen, una superheroína con el poder para imitar las habilidades de cualquier animal que haya vivido en la Tierra. La serie comparte el mismo universo de ficción que Arrow, The Flash, Supergirl y Legends of Tomorrow, el Arrowverso. Fue estrenada el 25 de agosto de 2015 en la plataforma digital de The CW CW Seed.
En enero de 2016, The CW anunció la renovación de la serie para una segunda temporada, que se estrenó el 13 de octubre de 2016.

## Argumento
Después de que sus padres fueran asesinados en África, Mari Jiwe McCabe hereda el tótem Tantu que perteneció a su familia, el cual le permite acceder las habilidades de cualquier animal que haya vivido en la Tierra. Mari debe aprender a abrazar a sus increíbles habilidades y descubrir el origen del misterioso poder del tótem de su familia mientras se niega a sucumbir ante las amenazas que tomaron la vida de sus seres queridos.
Tras los sucesos ocurridos en Legends of Tomorrow, Zambesi nunca fue destruida debido a la acción de las leyendas, por ende Mari y Kuasa nunca fueron huérfanas, borrando los eventos de Vixen de la línea del tiempo original. 

## Elenco
| Actor               | Personaje                   | Temporada         | Temporada         |
| Actor               | Personaje                   | 1                 | 2                 |
| ------------------- | --------------------------- | ----------------- | ----------------- |
| Megalyn Echikunwoke | Mari Jiwe McCabe/Vixen      | Principal         | Principal         |
| Neil Flynn          | Chuck McCabe                | Recurrente        | Invitado          |
| Stephen Amell       | Oliver Queen/Green Arrow    | Recurrente        | Invitado Especial |
| Grant Gustin        | Barry Allen/The Flash       | Recurrente        | Recurrente        |
| Anika Noni Rose     | Kuasa Jiwe                  | Recurrente        | Recurrente        |
| Sean Patrick Thomas | Macalester                  | Recurrente        | Recurrente        |
| Kari Wuhrer         | Patty McCabe                | Invitada          |                   |
| Carlos Valdés       | Cisco Ramon                 | Invitado Especial | Invitado Especial |
| Emily Bett Rickards | Felicity Smoak              | Invitada Especial | Invitada Especial |
| Hakeem Kae-Kazim    | Benatu Eshu                 |                   | Recurrente        |
| Victor Garber       | Martin Stein/Firestorm      |                   | Invitado Especial |
| Franz Drameh        | Jefferson Jackson/Firestorm |                   | Invitado Especial |
| Katie Cassidy       | Laurel Lance/Black Canary   |                   | Recurrente        |
| Brandon Routh       | Ray Palmer/The Atom         |                   | Recurrente        |

## Producción

### Desarrollo
En enero de 2015, The CW anunció que una serie web animada contando la historia del origen del personaje de Vixen estaría debutando en la plataforma CW Seed en el otoño de 2015. Se encuentra en el mismo universo que Arrow y The Flash. La serie de seis partes está ambientada en Detroit, Míchigan. Después que la serie animada fuera anunciada, Marc Guggenheim informó que si es recibida con éxito, daría lugar a una aparición en carne y hueso en Arrow o The Flash, o una serie de acción en vivo.

### Casting
El 1 de julio de 2015, fue revelado que Megalyn Echikunwoke prestará su voz para el personaje principal.

## Universo compartido

### Arrow
El 6 de marzo de 2015, durante la Long Beach Comics Expo en Long Beach, California se dio a conocer que Stephen Amell retomará su papel prestando su voz como Oliver Queen/Arrow, así como Emily Bett Rickards quien interpreta a Felicity Smoak. La segunda temporada contó con la participación de Katie Cassidy como Laurel Lance y con los regresos de Stephen Amell y Emily Bett Rickards.

### The Flash
El 6 de marzo de 2015, durante la Long Beach Comics Expo en Long Beach, California se reveló que Grant Gustin y Carlos Valdés prestarán su voz para los personajes de Barry Allen/Flash y Cisco Ramón, respectivamente.

## Televisión
Megalyn Echikunwoke interpreta a Mari McCabe en Taken, episodio decimoquinto de la cuarta temporada de Arrow. En la segunda temporada de Legends of Tomorrow se introdujo una versión de Vixen de 1942, Amaya Jiwe, la abuela de Mari y Kuasa e interpretada por Maisie Richardson-Sellers. En la tercera temporada Tracy Ifeachor interpreta a Kuasa Jiwe, aliada de Damien Darhk, siendo resucitada por Mallus.

## Película
The CW Seed reestrenó Vixen como una película, uniendo ambas temporadas y agregando nuevas escenas. Cuenta con la participación de Megalyn Echikunwoke, Stephen Amell, Katie Cassidy, Franz Drameh, Emily Bett Rickards, Victor Garber, Grant Gustin, Brandon Routh, Carlos Valdes, Kimberly Brooks, Maria Canals-Barrera, Trevor Devall, Neil Flynn, Hakeem Kae-Kazim, Brandon Keener, Toks Olagundoye, Kevin Michael Richardson, Anika Noni Rose, Fred Tatasciore, Sean Patrick Thomas y Kari Wuhrer.